# Belyj orjol
Belyj orjol (russisk: Белый орёл, da.: Den hvide ørn) er en sovjetisk film fra 1928 instrueret af Jakov Protasanov.
Filmen er baseret på et skuespil af Leonid Andrejev. Den foregår i Rusland under urolighederne i 1905. Den ellers liberale guvernør i en mindre russisk provins forsøger at forhindre en strejke i byen, men arbejderne nægter at indstille strejken. Efter pres fra zaren giver guvernøren ordre til at undertrykke strejken og til at skyde på de strejkende. Han bliver belønnet med ordenen "Den hvide ørn". Guvernøren må dog betale for sit forræderi med sit liv, da en modig bolsjevik slår guvernøren ihjel. 

## Medvirkende
- Vasili Kachalov som Misjel
- Anna Sten
- Vsevolod Meyerhold
- Ivan Tjuveljov
- Andrej Petrovskij
- Mikhail Sjarov